# Muhammad Said Pasha
Muhammad Said Pasha, född 1863, död 1928, var Egyptens regeringschef från 23 februari 1910 till 5 april 1914 samt från 21 maj till 19 november 1919.